# 성남시분당도서관
성남시분당도서관은 경기도 성남시 분당구 소재의 도서관이다.

## 연혁
- 1998년 1월 6일 도서관 신축공사 착공
- 1998년 7월 2일 도서관 지원 준비단 구성
- 1999년 8월 31일 건축공사 준공
- 1999년 10월 27일 분당문화정보센터 개관
- 2001년 11월 10일 중앙문화정보센터 분당분관 직제(명칭) 변경 시각장애인 가정 방문대출 특화서비스 운영 논문자료 열람실 특화서비스 운영
- 2002년 경기도 공공도서관 평가 장려상 수상
- 2005년 디지털 참고봉사 서비스(사서에게 물어보기) 운영
- 2007년 11월 6일 정보문화센터 분당도서관 직제(명칭) 변경

## 시설현황
- 지하1층 - 매점, 시청각실, 식당
- 1층 - 어린이 및 모자열람실, 연속간행물실, 장애인열람실
- 2층 - 다목적실, 세미나실, 전자정보실, 제2문헌정보실, 제1~2문화교실
- 3층 - 제1문헌정보실
- 4층 - 제1~2열람실
- 5층 - 제3열람실